# Polistidningen
Polistidningen är fackförbundet Polisförbundets redaktionellt självständiga medlemstidning. Tidningen kommer ut i pappersform fyra gånger per år och skickas då till Polisförbundets medlemmar, politiker, media och övriga prenumeranter. Upplagan är 26 300 exemplar.
Tidningen finns också på nätet där det mesta av papperstidningens innehåll publiceras ihop med ytterligare material. Så här skriver man själva:
"Vår ambition är att du ska hitta nyheter och aktuella artiklar här även mellan pappersutgåvan av tidningen".
Redaktionen består av chefredaktör Linda Svensson, som också är ansvarig utgivare, samt reportrarna Per Hagström och Adrian Ericson. För den prisbelönta formen står Torino tidningsdesign. 
Polistidningen grundades 1903 i samband med bildandet av Sveriges Polisförbund. 
Närmaste konkurrenten är tidningen Svensk Polis, Polismyndighetens tidning. 